# (18573) 1997 WM23
1997 دابليو أم 23 (ويعرف أيضًا باسم (18573) 1997 دابليو أم 23 وفق تسمية الكوكب الصغير) (بالإنجليزية: 1997 WM23)‏ هو كويكب ضمن حزام الكويكبات؛ وترتيبه 18573 من حيث الاكتشاف.
اكتُشف هذا الجُرم الفلكي بواسطة OCA–DLR Asteroid Survey ‏ في 28 نوفمبر 1997.

## وصلات خارجية
- (18573) 1997 WM23 في قاعدة بيانات مختبر الدفع النفاث لأجرام النظام الشمسي الصغيرة

- الاكتشاف · مخطط المدار ·  العناصر المدارية · المعلمات المادية

- (18573) 1997 WM23 على موقع ويكي سكاي: DSS2, SDSS, GALEX, IRAS, Hydrogen α, X-Ray, Astrophoto, Sky Map, Articles and images